# Steppe

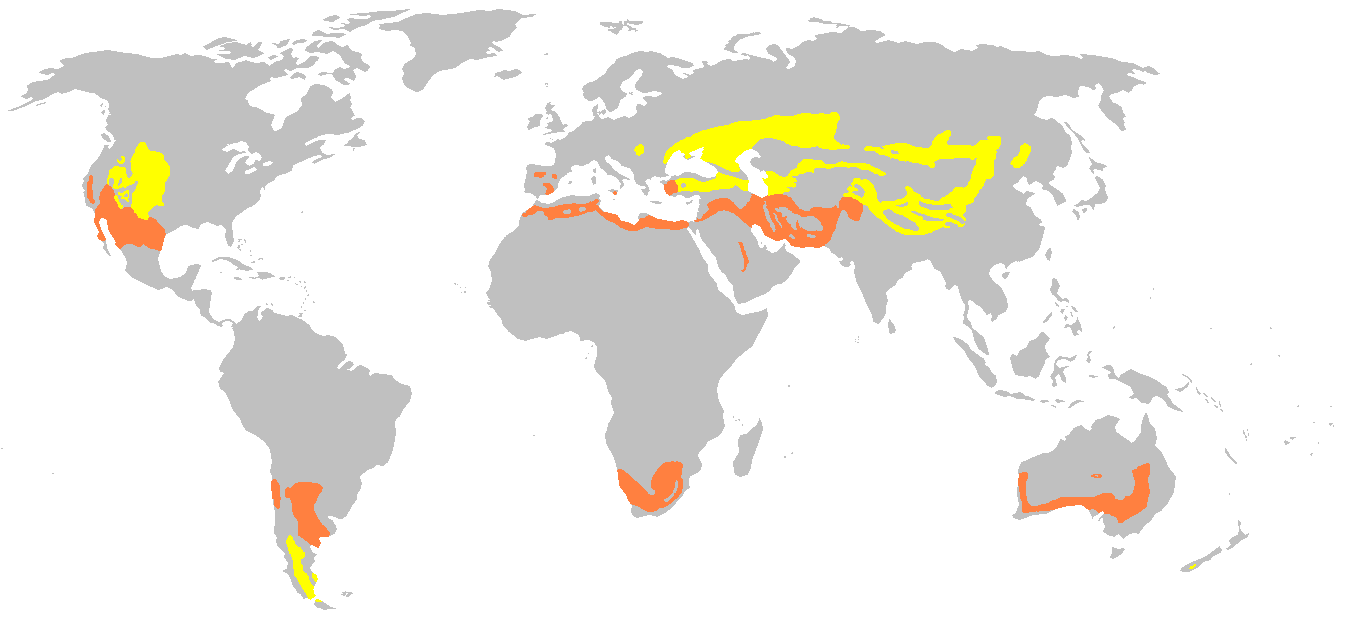
Répartition de diverses steppes sous des latitudes tempérées (en jaune) et subtropicales (en orange)

Une steppe (du russe : степь, step) désigne en biogéographie plusieurs types de formations végétales composées d'étendues d'herbes dépourvues d'arbres, pouvant être denses ou clairsemées, sous des latitudes diverses (tempérées à tropicales).
Le nom de « steppe » provient du russe : степь (step), qui désigne la steppe eurasienne, un écosystème de prairie tempérée en Eurasie centrale. Le terme a été repris pour désigner d'autres formations végétales dans le monde qui sont diverses et parfois plus arides :
- des steppes froides, telles que la steppe à armoise aux États-Unis ou la steppe patagonienne ;
- des steppes subtropicales, telles que la steppe nord-africaine, la Mésopotamie, le veld sud-africain ou l'arrière-pays australien.